# Leucauge subadulta
Leucauge subadulta là một loài nhện trong họ Tetragnathidae.
Loài này thuộc chi Leucauge. Leucauge subadulta được Embrik Strand miêu tả năm 1906.